# فینال جام در جام اروپا ۱۹۷۷
فینال جام در جام اروپا ۱۹۷۷، رقابت پایانی جام در جام اروپا در سال ۱۹۷۷ میلادی است که مابین دو تیم باشگاه فوتبال هامبورگ و باشگاه فوتبال اندرلشت برگزار شده‌است.
این مسابقه که در تاریخ ۱۱ مه ۱۹۷۷ انجام شده‌است با نتیجه ۲ بر ۰ به سود تیم باشگاه فوتبال هامبورگ به پایان رسید.